# Brooke Scullion
Brooke Scullion, også kendt under kunsternavnet Brooke (født 21. marts 1999), er en irsk sanger. Hun repræsenterede Irland ved Eurovision Song Contest 2022 i Torino med sangen "That's Rich" og kom på en 15. plads i semifinal 2 og kvalificerede sig ikke til finalen. Hun deltog også i sæson 9 af det britiske udgave af the voice og kom til finalen og endte på en delt 3. plads.